# Francine De Paola
Francine De Paola-Martínez (Vesoul, 27 luglio 1980) è una lottatrice italiana e francese, specializzata nella lotta libera.

## Biografia
È nata a Vesoul, nel dipartimento dell'Alta Saona nella regione della Borgogna-Franca Contea, in Francia. È moglie del lottatore cubano Aldo Martínez, che rappresentò Cuba ai Giochi olimpici estivi di Barcellona 1992. È stata allenata dal marito ed ha gareggiato nella categoria fino a 48 e 51 chilogrammi.
La sua squadra di club è stata il Centro Sportivo Esercito ed ha il grado di caporale. È stata campionessa italiana dal 2003 al 2010.
Ai Giochi del Mediterraneo di Almería 2005 ha vinto il bronzo nei -51 kg.
Ha vinto la medaglia di bronzo agli europei di Mosca 2006 nel torneo dei -48 chilogrammi. Ai mondiali di Canton 2006 si è aggiudicata il bronzo nel torneo dei -48 kg.
Ha vinto l'argento continentale agli europei di Sofia 2007 e ancora il bronzo a Vilnius 2009. 
Ha concluso la sua carriera agonistica vincendo l'oro ai Giochi del Mediterraneo di Pescara 2009 nel torneo dei -51 kg, battendo in finale la turca Dilek Atakol.

## Palamrès
- Mondiali

Canton 2006: bronzo nei -48 kg
- Europei

Mosca 2006: bronzo nei -48 kg
Sofia 2007 argento nei -48 kg
Vilnius 2009: bronzo nei -51 kg
- Giochi del Mediterraneo

Almería 2005: bronzo nei -51 kg
Pescara 2009: oro nei -51 kg